# Aloe megalacantha
Aloe megalacantha é uma espécie de liliopsida do gênero Aloe, pertencente à família Asphodelaceae.